# Aisan Racing Team/2016
Deze pagina geeft een overzicht van de Aisan Racing Team wielerploeg in 2016.

## Transfers
| Inkomend         | Team 2015          | Uitgaand | Team 2016 |
| ---------------- | ------------------ | -------- | --------- |
| Ryutaro Aoyama   | Onbekend           |          |           |
| Hiroyuki Chihara | Onbekend           |          |           |
| Kazushige Haneda | Onbekend           |          |           |
| Hiroaki Harada   | Onbekend           |          |           |
| Shiki Kuroeda    | Nippo-Vini Fantini |          |           |

## Renners
| Naam                 | Geboortedatum     | Nationaliteit | Ploeg 2015         |
| -------------------- | ----------------- | ------------- | ------------------ |
| Ryutaro Aoyama       | 7 januari 1990    | Japan         | Onbekend           |
| Takeaki Ayabe        | 5 september 1980  | Japan         |                    |
| Hiroyuki Chihara     | 7 september 1989  | Japan         | Onbekend           |
| Shimpei Fukuda       | 22 november 1987  | Japan         |                    |
| Kazushige Haneda     | 19 juni 1989      | Japan         | Onbekend           |
| Hiroaki Harada       | 11 augustus 1993  | Japan         | Onbekend           |
| Tomohiro Hayakawa    | 2 januari 1990    | Japan         |                    |
| Yoshimitsu Hiratsuka | 13 november 1988  | Japan         |                    |
| Masakazu Ito         | 12 juni 1988      | Japan         |                    |
| Ryohei Komori        | 26 september 1988 | Japan         |                    |
| Shiki Kuroeda        | 8 januari 1992    | Japan         | Nippo-Vini Fantini |
| Yasuharu Nakajima    | 27 december 1984  | Japan         |                    |
| Hideto Nakane        | 2 mei 1990        | Japan         |                    |

## Kalender (profwedstrijden)
| Wedstrijd          | Datum                    | Categorie |
| ------------------ | ------------------------ | --------- |
| Ronde van Langkawi | 24 februari-2 maart 2016 | 2.HC      |
| Ronde van Japan    | 29 april-5 mei 2016      | 2.1       |
| Ronde van Korea    | 5-12 juni 2016           | 2.1       |

2006 · 2007 · 2008 · 2009 · 2010 · 2011 · 2012 · 2013 · 2014 · 2015 · 2016